# Thumpstar
Thumpstar es un fabricante pit bike que se fundó en Australia en 2004 por Timothy Hunter, un comerciante de motocicleta y corredor.

## Historia
Hunter encontró con un pit bike en una feria del Comercio 2003. Consideró que podía mejorar en el modelo y hacer sus propias bicicletas de pit. En abril de 2004 con la asistencia de unos Taiwaneses, la Compañía Thumpstar comenzó a producir bicicletas.

### Los dos primeros años
Los primeros modelos Thumpstar fueron puestos en libertad en el mercado entre 2004 y 2006. Fueron los 90cc JNR, Súper Hunge 110cc y 125cc Profesional Hunge. La más exitosa fue la Hunge profesional con su marco de aleación de tratamiento térmico T6 completa tocho CNC certificado TUV. Thumpstar se convirtió en una marca pit bike conocida con el volumen de ventas a nivel mundial alcanzando más de 
$45 millones en sus primeros 13 meses de actividad.
Problemas con la infraestructura y las infracciones de marcas falsificadas por la venta de otra empresa Thumpstars que causó su desaparición.

### Terra Moto
Learning from this, Hunter, in 2007, changed Thumpstar's name to Terra Moto and secured its intellectual property. But unlike Thumpstar, the models didn't sell well and shortly after manufacturering ceased.

### Industrias Hornet
En 2011  Hornet Industrias Pty Ltd de Perth se contactó con Hunter, con el objetivo de producir Thumpstars. Se firmó un convenio el 10 de mayo de 2012 para reiniciar la compañía con 3 nuevos modelos: el 88cc TSX, TSX 125cc y 160cc TSR. A partir de 2013 comenzó a desarrollar Thumpstar motos de motocross júnior, liberando sus TSB-C, TSX-C y TSR-C modelos de competencia en 2015. Thumpstars han competido en el mundo de campeones de mini motos en Las Vegas, con corredores, entre ellos Mike Brown, Dan Cartwright y Mike Leavitt.
En 2015 Thumpstar hicieron dieciséis modelos de 50cc a 250cc y cinco variedades: la TSB (básico), TSX (categoría media), TSR (Racing), TSK (niños) y TSC (Competencia). Las bicicletas fueron diseñadas para los jóvenes, pista de equitación, Motocross y carreras de pit bike. [2] En abril de 2015, Thumpstar declaró Chartreuse como su color oficial.

### Mejoras
En 2016 las actualizaciones de modelo incluyen Pipe bomba DW-1 de escape en los modelos TSX y TSR para obtener un mejor rendimiento. 
Las ventajas del TSR 150  de mejoras adicionales a la suspensión, amortiguación y manipulación con el más nuevo y elevado diseño, mientras que el TSX 140 disfruta de una nueva marca de siete llantas de aluminio de la serie y una de escape mejorado. El TSK 50 ha sido completamente diseñado y creado para el alcance de los niños, junto con pequeña geometría frontal y controla el freno en el manillar y ruedas de entrenamiento extraíbles.

### Diseño del capítulo
Thumpstar fue la primera compañía de pit bike para fabricar bicicletas con un marco de aleación. El modelo Pro Hunge 25 que utilizó el marco de la aleación, fue uno de los modelos Thumpstar  más populares, ya que era ligero y bien desempeñado. Este modelo se puede encontrar en países de todo el mundo.

## Modelos
- Hunge 10 (Interrumpido)
- Hunge 25 (Interrumpido)
- TSB 70
- TSB 110
- TSB 125
- TSB 125 3D
- TSX 88
- TSX 125 LE
- TSX 125 SW
- TSX 125 BW
- TSX 140 SW
- TSX 140 BW
- TSR 88 PRO
- TSR 125 PRO
- TSR 150 3D
- TSR 160 PRO SW
- TSR 160 PRO BW
- TSK 50

- Datos: Q7798864
- Multimedia: Thumpstar / Q7798864